# Bridgit Mendler
Bridgit Claire Mendler (Washington D. C., 18 de diciembre de 1992), más conocida como Bridgit Mendler, es una abogada, ex actriz, empresaria, cantante y compositora estadounidense, conocida por interpretar a Teddy Duncan en la serie original de Disney Channel ¡Buena suerte, Charlie!.
Protagonizó la película Disney Channel, Lemonade Mouth, en la que su personaje Olivia interpreta numerosas canciones. Dos sencillos fueron lanzados de la banda sonora con la voz de Mendler, ambos en la lista Billboard Hot 100. En 2012, Mendler lanzó su álbum debut Hello My Name Is... del género pop. Debutó en el número 30 en el Billboard 200, y ha vendido más de 74.000 copias a partir de noviembre de 2012. El primer sencillo del álbum, «Ready or Not», se convirtió en un Top 40 éxito internacional, y alcanzó el puesto número 49 en el Billboard Hot 100. Su segundo sencillo fue «Hurricane». El video musical se estrenó el 12 de abril de 2013 y fue filmado en Londres.
Mendler tiene vínculos con varios proyectos filantrópicos y las causas humanitarias. En 2010, se convirtió en embajador de Primer Libro, una campaña para fomentar la lectura y da los libros a los niños necesitados. En julio de 2012, Mendler también se convirtió en embajadora de la campaña Give With Target con Target Corporation para recaudar fondos a las escuelas de reforma en los Estados Unidos. Ella apareció en una campaña pública en marzo del 2013 llamado Delete Digital Drama con Seventeen magazine para poner fin al cyberbullying. En mayo de 2013, Mendler viajó al Reino Unido para recaudar fondos para Comic Relief, dado el objetivo de hacer su reír con sus bromas para una donación de £ 1. La campaña destinada a recaudar £ 100.000 y dar a las familias la esperanza. En marzo de 2014, Mendler viajó a El Quiché, Guatemala para participar en otro proyecto de Save the Children que ayuda a niños de escasos recursos en los países en desarrollo. También representó la institución durante el congreso anual de caridad Save the Children Cumbre en Washington D. C.

## Primeros años
Bridgit Claire Mendler nació en Washington D. C. el 18 de diciembre de 1992. Se mudó con su familia a la zona de San Francisco, la ciudad de Mill Valley a los ocho años. Allí fue donde primero expresó interés en la actuación y comenzó a trabajar en obras de teatro. En la decisión, Mendler afirmó «Yo tenía 11 años cuando hice una obra de teatro en el norte de California y yo lo pasaba muy bien y decidí que quería seguir una carrera y por eso tengo un agente e hice comerciales y voz en off y ese tipo de cosas». Cuando tenía sólo ocho años de edad, Mendler comenzó a tomar parte en papeles locales tanto dramático como teatro musical, y se convirtió en la artista más joven en el Festival Fringe de San Francisco. Cuando tenía 11 años, contrató a un agente para que la ayudará a conseguir trabajos en la actuación.

## Carrera

### 2004–2009: Primeros papeles cinematográficos

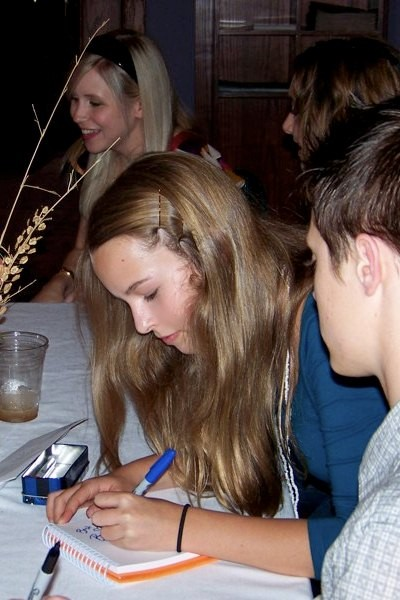
Mendler en la premier de Alice Upside Down en 2007.

En 2004, Mendler obtuvo su primer papel en la película de animación india La Leyenda de Buda en la que interpretó a Lucy. Cuando tenía trece años de edad, ella comenzó a trabajar en el mercado de Los Ángeles, apareciendo en su primer papel en Los Ángeles en la telenovela General Hospital en 2006. En ese mismo año, prestó su voz a Thorn en el videojuego, Bone: The Great Cow Race. En 2007, Mendler interpretó el papel de Pamela Jones en la película Alice Upside Down con actores como Alyson Stoner y Lucas Gabreel. Mendler hizo el papel de Pamela, quién es rival de Alice en la película. Ese mismo año, ella coprotagonizó junto a la cantante y actriz Lindsay Lohan la película Labor Pains. La película atrajo 2,1 millones de espectadores, un público mejor que el promedio en horario estelar de ABC Family. También en 2007, audicionó para la serie original de Disney Channel, Sunny entre estrellas para el papel de Sunny Monrue, pero eligieron a Demi Lovato. En 2008, Mendler interpretó el papel de Kristen Gregory en la película The Clique. Ella tuvo el papel de Kristen, una adolescente quien estudia en OCD con una beca, y trabaja duro para mantener sus buenas calificaciones. The Clique fue lanzada directamente en DVD en el otoño de 2008, su segunda película que se estrenara en este formato.
En 2009, fue actriz invitada como el interés amoroso de Nick Jonas en el estreno de la serie de Jonas. Ella también ha aparecido como estrella invitada en Wizards of Waverly Place junto a Selena Gomez como Julieta Van Heusen, una vampiresa de la cual se enamora de Justin Russo (David Henrie). Esto dura hasta el final de la serie. Mendler apareció en once episodios en total para la serie, que abarca desde 2009 hasta 2012 cuando la serie terminó oficialmente. En el mismo año, apareció en la película Alvin and the Chipmunks: The Squeakquel con un papel secundario.

### 2010–2012:¡Buena suerte, Charlie! y Lemonade Mouth

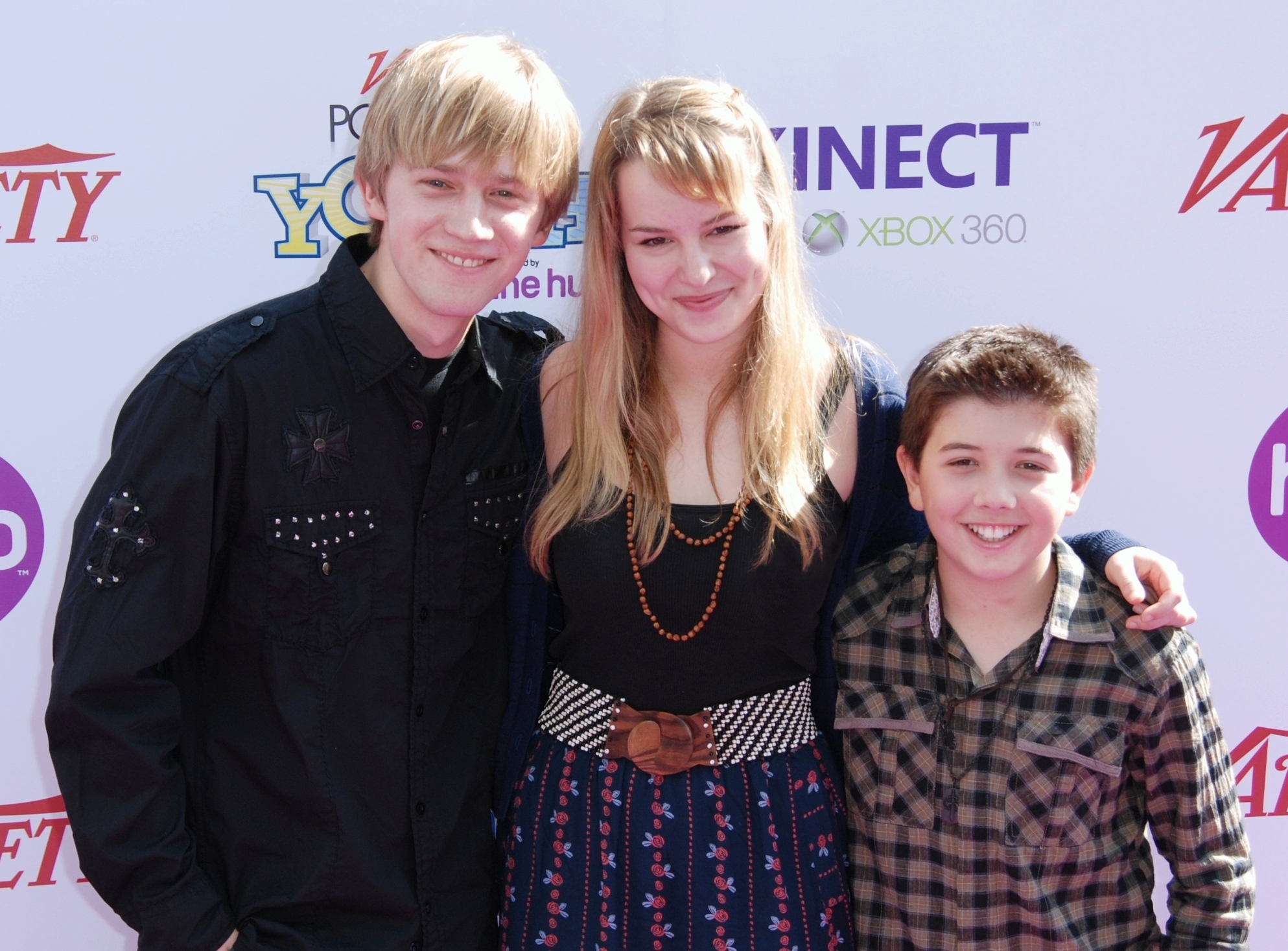
Jason Dolley, Mendler y Bradley Steven Perry en octubre del 2010.

En 2010, Mendler comenzó a protagonizar la serie original de Disney Channel, ¡Buena suerte, Charlie!, que se estrenó el 4 de abril de 2010, rompiendo éxitos de audiencia y estableciéndola como una de las principales estrellas de dicho canal en los siguientes años. Los créditos de Mendler como cantante incluyen el tema central de ¡Buena suerte, Charlie!, llamado «Hang in There Baby». También cantó una versión de «When She Loved Me» de Toy Story 2 para el álbum Disneymania 7. También grabó una canción para la película de Disney Tinker Bell and the Great Fairy Rescue, titulada «How To Believe». A finales de 2010, Mendler escribió e interpretó la canción «This Is My Paradise» para la película Beverly Hills Chihuahua 2, la cual se estrenó en Disney Channel el 19 de diciembre de 2010.
En 2011, interpretó a Olivia White, el papel principal de la película original de Disney Channel, Lemonade Mouth. visto por 5,7 millones de espectadores en su noche de estreno. En 2011, ella coescribió y cantó el himno de los Disney's Friends for Change Games llamado «We Can Change the World».
El 21 de agosto de 2011, se presentó en la Feria del PNE en Vancouver, Canadá donde cantó una canción original titulada «Talk to Me». También cantó a dúo con Shane Harper dos canciones, «One Step Closer» y «Wait for Me» y realizó una versión de la canción «Stand By Me» de Ben E. King.
En una entrevista con Kidzworld Media, Mendler confirmó que no habrá una secuela de Lemonade Mouth, comentando:

«No hay [una secuela de Lemonade Mouth] por desgracia. Tuvimos una gran experiencia trabajando en la película, y trataron de encontrar algo mejor para una secuela, pero todos en Disney sentían que la película había terminado su historia en la primera película. Fue una gran experiencia, y me encantó trabajar con los miembros del reparto y todavía los veo con frecuencia».

Ella también interpretó el papel de Teddy Duncan en la película original de Disney Channel, Good Luck Charlie, It's Christmas! El mismo año, ella apareció en los Disney's Friends for Change Games (donde fue la capitana del equipo amarillo), So Random! (donde actuó con Lemonade Mouth y participó en sketches), PrankStars y Extreme Makeover: Home Edition (donde ella hizo un cameo con su coestrella de Good Luck Charlie, Bradley Steven Perry). Mendler coescribió e interpretó la canción «I'm gonna run to you», que aparece en la película Good Luck Charlie, It's Christmas!. La canción fue lanzada en iTunes el 12 de noviembre de 2011.
En 2012, fue actriz invitada en la serie de televisión House, y proporcionó la voz de Arrietty en la película Karigurashi no Arriety. Además, cantó una canción llamada «Summertime» para la película, Karigurashi no Arriety, la cual fue lanzada el 2 de febrero de 2012.
También interpretó el papel de la novia de Shane Harper en el video musical, «Rocketship».

## Carrera musical

### 2012-2013:Hello My Name Is...

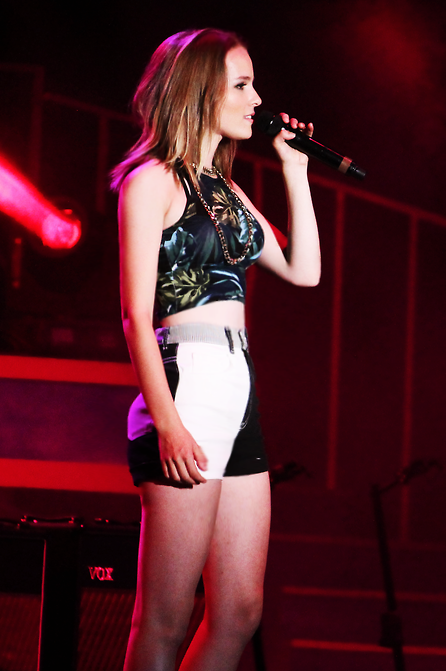
Mendler en su concierto en 2014.

El 31 de marzo de 2011, Mendler firmó contrato con Hollywood Records.
El álbum debut de Mendler, Hello My Name Is..., fue lanzado el 22 de octubre de 2012. Antes de su lanzamiento, Mendler había revelado en su perfil oficial en Twitter, que el primer sencillo del álbum se llamaría «Ready or Not». En una entrevista con Kidzworld Media sobre lo que trata la canción, dijo:

«Es una canción divertida sobre una chica que siente que ha sido tímida toda su vida y quiere salir ahí fuera y tomar el control. Tiene el elemento romántico de que ella va hacia el chico en lugar de esperar a que el mundo vaya por ella. La escribí con algunos grandes escritores y productores. Hemos escrito la mayor parte del álbum juntos».

El sencillo «Ready or Not» fue lanzado el 7 de agosto de 2012. Escribió la canción con Emanuel «Eman» Kiriakou y Evan «Kidd» Bogart. La canción presenta, en su coro, una interpolación de la canción «Ready or Not Here I Come (Can't Hide from Love)» de The Delfonics. La canción es platino en Estados Unidos, Canadá, Nueva Zelanda. El segundo sencillo «Hurricane» fue grabado en Londres, el vídeo salió al aire el 12 de abril de 2013. El sencillo fue certificado de Oro en Estados Unidos por vender 500.000 mil copias. El álbum ya ha vendido más de 200,000 mil copias en dicho país. También se lanzaron sencillos promocionales: «Forgot to Laugh» y «Top of the World».
Mendler también grabó la canción «You're Something Beautiful» que apareció en el episodio especial de una hora de ¡Buena suerte, Charlie!, "Special Delivery". Mendler se presentó en el Big Ticket Summer Concert de Family Channel el 26 de agosto de 2012, donde interpretó canciones de su álbum Hello My Name Is..., y la canción «Somebody» de Lemonade Mouth.

### 2013-presente: Segundo álbum de estudio
El 28 de junio de 2014, Mendler comenzó su gira de verano, en Charlottetown, Canadá. En esta fecha cantó una de sus nuevas canciones, «Fly to You», que trata sobre una relación autodestructiva que mereció la pena al final. El 5 de julio, realizó otra nueva canción de disco y dance-pop, «Deeper Shade Of Us».
Con el álbum ya casi finalizado, el 2 de julio de 2015, se confirma finalmente la salida de Bridgit en la discográfica Hollywood Records, tras 3 años sin saber nada de nueva música. La cantante fue eliminada de la página oficial de la grabadora y ya no figura como artista de esta. Ese mismo día, también fue eliminada la cantante Selena Gomez, quien ya hace meses se había cambiado a Interscope Records. Sin ningún motivo aparente, sin justificación de esta acción por parte tanto de Bridgit como de Hollywood Records, Mendler se queda sin discográfica. A fines de julio de 2015, comenzaron a correr rumores sobre un posible acuerdo con Columbia Records Aunque esto fue desmentido. Tiempo después se confirma la verdadera razón por la cual Bridgit se queda sin discográfica y es que fue por la razón que a ella se le fue invitada a participar en una banda sonora de una serie organizada por Warner Bros competencia de Disney a lo cual ella fue a solicitarle permisos a Disney y a Hollywood Records, ellos al darle autorización sin ninguna queja o problema dos días después de que Bridgit haya grabado su canción "Ready or Not" la compañía de Hollywood Records le hace llegar la información que fue excluida de su catálogo de artistas, a lo cual Bridgit en una entrevista cuenta que corrió a contactarse con ellos y con Disney pero ambos le dieron la espalda y nunca le dieron alguna respuesta o razón, visto a esto ella se dispone a buscar alguna casa discográfica para hacer sus próximos lanzamientos pero ninguna le ofrece el servicio por temor a represalias por Disney.
El 5 de agosto, finalmente canta dos nuevas canciones en el Sonoma County Fair: «Mystified», la cual había sido ya registrada, y «My Way», inspirada en la ruptura con su novio, Shane Harper. Luego de dos meses, el 3 de octubre presentó en el Big E! dos nuevas canciones llamadas «Oxygen» y «Stranger».
Durante el 2016, Mendler dio una entrevista en el popular show The Talk confirmando que este año estará totalmente enfocada en la música El 4 de agosto, anunció la fecha para el estreno de «Atlantis», que sería el 26 de agosto.

## Carrera académica y empresarial
Bridgit ha compaginado su carrera artística con su formación académica. En 2012 empezó las clases en la Universidad del Sur de California de la asignatura de Artes Liberalesy, posteriormente, sus estudios superiores en Antropología. En 2013 Mendler eligió las clases de la historia del jazz para especializarse.
En mayo de 2017, fue seleccionada como una de las Director's Fellows del Media Lab del Instituto Tecnológico de Massachussets (MIT), donde posteriormente inició un programa de posgrado en artes y ciencias de los medios. En 2022, se inscribió en la Facultad de Derecho de Harvard, donde obtuvo un Doctorado en Derecho.
En 2023, Bridgit Mendler cofundó Northwood Space, una startup tecnológica especializada en datos satélites. Mendler asumió el rol de CEO, marcando una transición en su carrera hacia el ámbito empresarial y tecnológico.

## Vida personal
En mayo de 2011 comenzó una relación con su compañero de ¡Buena Suerte, Charlie!, Shane Harper pero en el año 2015 se dio a conocer mediante una nueva canción «My Way» que ya no estaban juntos.
En octubre de 2019, Mendler anunció que se había casado con su novio de mucho tiempo, Griffin Cleverly. En febrero de 2024 hizo público que tenía un hijo nacido cuatro años antes.

## Influencias
Mendler citó a Bob Dylan como su gran influencia en su música. En su álbum debut Hello My Name Is, Mendler se inspiró en el pop indie, cantantes como Ingrid Michaelson y Feist. También tuvo una gran influencia en Fugees para su canción Ready or Not. También mencionó a Ed Sheeran y dijo que le encantaría escribir canciones con él. Entre los artistas pop, mencionó a Britney Spears, Maroon 5, Justin Timberlake, Beyoncé, Bruno Mars.
Ella también dijo que está influenciada en cantantes británicos como Ellie Goulding, Marina and the Diamonds, Florence and the Machine y Lianne La Havas como sus mayores influencias británicas. Ella también ha mencionado a Natasha Bedingfield, Broken Bells, Mark Ronson y Amy Winehouse. En 2013, Mendler revela tener una gran admiración por la cantante británica Adele, por su estilo musical, además porque tiene su propio estilo musical, hace las cosas a su manera y escribe sobre las cosas que le apasiona. Ella también fue influenciada por artistas canadienses como Tegan and Sara y Feist. Hizo un cover de la canción I was a fool. En 2014, Mendler comentó a Clevver TV que ha estado escuchando a la cantante canadiense Nelly Furtado y la rapera Missy Elliot.
En la carrera de actuación, Mendler ha citado algunas influencias como Jamie Foxx, Natalie Portman y Rachel McAdams. También a la cantante y actriz Lindsay Lohan como una gran actriz.

## Estilo musical y voz
El rango vocal de Mendler abarca 3,4 octavas. Ella es mezzosoprano. Sávio Alves de Febre Teen Magazine dijo que la voz de Mendler es «fuerte y dulce». Él califica la voz de Mendler como de «tono metálico» y «poco frecuente en jóvenes cantantes femeninas». Su voz y su estilo han sido comparados constantemente con los de Cher Lloyd, Lily Allen e incluso Miley Cyrus, que también comenzó en Disney Channel, pero en una entrevista a The Christian Post Mendler dijo: «Yo no soy Miley Cyrus, puede haber algunas similitudes pero soy mi propia persona». En 2013, durante una entrevista con The Huffington Post, Mendler fue comparada con otros jóvenes artistas y le preguntaron si quería seguir sus pasos en la música pop. Mendler afirmó: «Han hecho tanto y son tan talentosos. Creo que es complicado porque han sido obviamente muy exitosos, pero creo que uno siempre quiere ser su propia persona y no ser categorizado por hacer la misma cosa».

## Filantropía

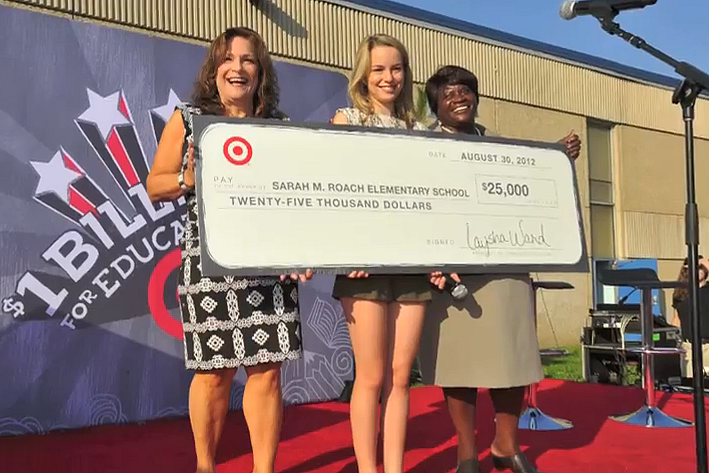
Mendler visitando una escuela en Baltimore, Maryland, para donar 25.000 dólares a la campaña de Target, en 2012.

En 2010, Mendler se convirtió en embajadora para First Book, una campaña que fomenta la lectura y proporciona libros a los niños que lo necesitan. En 2011, pasa a formar parte del Disney's Friends for Change, una iniciativa prosocial «verde» de caridad para los temas ambientales fomentando a los aficionados a tomar medidas. Como tema de la campaña de ese año Mendler lanzó un sencillo promocional el 11 de junio, «We Can Change the World», con una recaudación de $250,000 para la Disney Worldwide Conservation Fund. También participó de los Disney's Friends for Change Games, unas olimpiadas basadas en juegos televisados trasmitidos por Disney Channel, consiguiendo una donación de 125.000 dólares para UNICEF como capitana del equipo amarillo y también compitiendo por 100.000 dólares. Sin embargo, su equipo perdió ante el World Wide Fund for Nature. En 2012, Mendler ganó el premio honorífico Common Sense Media como Modelo a Seguir del año por su trabajo contra el acoso escolar. Mendler fue la tercera artista joven en ganar el premio, que por lo general rinde homenaje a los ambientalistas y académicos. También asistió al concierto acústico anual de UNICEF en New York para recaudar donaciones para la caridad en enero de 2013.

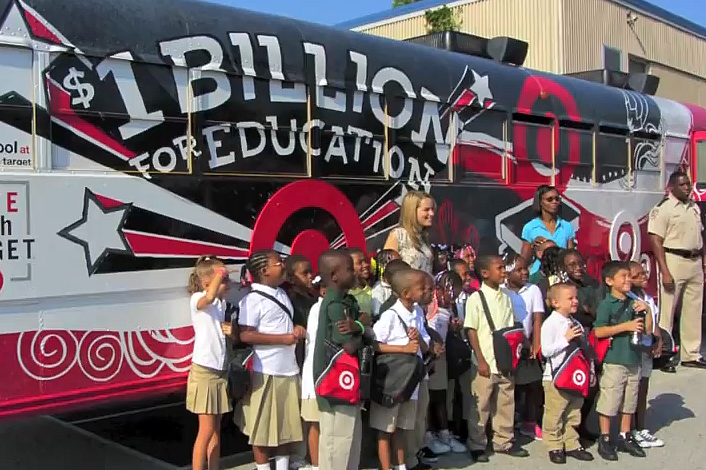
Mendler con niños en necesidad en Baltimore, Maryland, en 2012.

Apareció en una campaña pública en marzo de 2013 para Delete Digital Drama con la Revista Seventeen para terminar el ciberacoso. Acerca de la campaña dijo «Ser acosado es algo que he visto en la escuela y no es divertido... Me encanta trabajar para terminar con el acoso cibernético. La gente no tiene para hacer retroceder tanto como lo harían en la vida real. La gente tiene que darse cuenta de el acoso tiene como mucho de un impacto en línea, porque las palabras son tan penetrante y difícil de tratar». En mayo de 2013, Mendler viajó al Reino Unido para recaudar fondos para la Comic Relief, dado el objetivo de hacer reír con sus bromas para una donación de £1. La campaña destinada a recaudar £100,000 y dar a las familias que esperan. Acerca de este trabajo, ella dijo: «Me encanta apoyar algo que es tan positivo y divertido para la gente para participar y donde la gente puede realmente hacer algo para ayudar». También trabajó con Acuvue siendo una mentora para ayudar a Katie, ganadora del Acuvue 1-Day Contest 2013, acercarse a su sueño de hacer una diferencia.
El 5 de febrero de 2015, Mendler dio a conocer que donó un par de zapatos suyos autografiados a la fundación Kick up your heels para venderlos por eBay y recaudar fondos para la enfermedad Chiari, la subasta termina el 14 del mismo mes.

### Trabajo con Target
En julio de 2012, Bridgit se convirtió en embajadora de la campaña Give With Target con Target Corporation para recaudar fondos para las escuelas de reforma en los Estados Unidos. La campaña tiene como objetivo conseguir 1000 millones de dólares en 2015. Para iniciar la campaña de Target, que invirtió $5 millones y se distribuyeron 25.000 becas a 100 en necesidad a las escuelas para el año escolar. Mendler habló de los incentivos: «Estoy emocionada de asociarme con Target en su campaña Give With Target y celebrar el comienzo de un nuevo año escolar con los niños de todo el país. Es tan importante para todos los niños que tengan todo lo que necesitan para un año escolar exitoso". En agosto de 2012, obtuvo 5.000.000 dólares donados por The Walt Disney Company y más 2.000.000 dólares donado por la gente en Facebook.

### Imagen pública
En 2012, Mendler fue elegida como modelo del año por Common Sense Media, una organización sin fines de lucro que hace honor a las mentes innovadoras de los mundos del entretenimiento, la política pública y la tecnología y las recompensas principalmente profesores, científicos y filántropos.

### Línea de moda
En 2012, Mendler firmó con Target Corporation para lanzar una línea exclusiva de ropa propia inspirada en su personaje Teddy Duncan de Good Luck Charlie. La colección de moda D-Signed by Teddy Duncan incluye ropa, accesorios, sombreros, bufandas y recuerdos para niñas de 4-18 años de edad. En marzo de 2013, se lanzó una versión de primavera.

## Filmografía
| Año  | Título                           | Personaje       | Notas                         |
| ---- | -------------------------------- | --------------- | ----------------------------- |
| 2004 | The Legend of Buddha             | Lucy            | Voz                           |
| 2007 | Alice Upside Down                | Pamela Jones    | Película para televisión      |
| 2008 | The Clique                       | Kristen Gregory | Película para televisión      |
| 2009 | Labor Pains                      | Emma Clayhill   | Película para televisión      |
| 2009 | Alvin y las ardillas 2           | Becca Kingston  | Película                      |
| 2011 | Un Chihuahua de Beverly Hills 2  | Appoline        | Voz                           |
| 2011 | Lemonade Mouth                   | Olivia White    | Disney Channel Original Movie |
| 2011 | Buena suerte Charlie: Es Navidad | Teddy Duncan    | Disney Channel Original Movie |
| 2012 | Karigurashi no Arriety           | Arrietty        | Voz                           |
| 2014 | Lennon o McCartney               | Ella misma      | Documental                    |
| 2014 | Muppets Most Wanted              | Minnie          | Película                      |
| 2018 | Father of the Year               | Meredith        |                               |

| Año         | Título                            | Personaje              | Notas                                 |
| ----------- | --------------------------------- | ---------------------- | ------------------------------------- |
| 2006        | General Hospital                  | Hija del sueño de Lulu | 1 episodio                            |
| 2009        | Jonas                             | Penny                  | 1 episodio                            |
| 2009 – 2012 | Wizards of Waverly Place          | Juliet van Heusen      | 11 episodios                          |
| 2010 – 2014 | ¡Buena Suerte, Charlie!           | Teddy Duncan           | 97 episodios                          |
| 2011        | Disney's Friends for Change Games | Ella misma             | Capitana del Equipo Amarillo          |
| 2011        | So Random!                        | Ella misma (cameo)     | 1 episodio                            |
| 2011        | Extreme Makeover: Home Edition    | Ella misma (cameo)     | 1 episodio                            |
| 2011        | PrankStars                        | Ella misma (cameo)     | 1 episodio                            |
| 2012        | Dr. House                         | Callie Rogers          | Temporada 8, Episodio 10: "Runaways". |
| 2013        | MTV Live                          | Ella misma             | Documental musical de televisión      |
| 2013        | Violetta                          | Ella misma (cameo)     | 2 episodios                           |
| 2013        | We Day                            | Ella Misma             | Presentadora                          |
| 2013        | Jessie                            | Teddy Duncan           | Invitada                              |
| 2014 - 2015 | Undateable                        | Candace                | 23 episodios                          |
| 2017        | Nashville                         | Ashley Willerman       | 2 episodios                           |
| 2019        | Merry Happy Whatever              | Emmy Quinn             | 8 episodios                           |

| Año         | Título                     | Personaje  | Notas      |
| ----------- | -------------------------- | ---------- | ---------- |
| 2012        | Austin Mahone Takeover     | Ella misma | 1 episodio |
| 2012 – 2013 | VEVO Lift: Bridgit Mendler | Ella misma |            |

| Año  | Título                   | Personaje | Notas |
| ---- | ------------------------ | --------- | ----- |
| 2006 | Bone: The Great Cow Race | Thorn     | Voz   |

## Discografía
| Álbumes de estudio - 2012: Hello My Name Is... EP - 2013: Live in London - 2016: Nemesis Bandas sonoras - 2011: Lemonade Mouth | Sencillos - «Ready or Not» - «Hurricane» - «Atlantis» - «Do you miss me at all» - «Temperamental love» - «Can't bring this down» - «Diving» | Sencillos BANDAS SONORAS - «Somebody» - «Determinate» (con Adam Hicks) - «Breakthrough» (con el elenco de Lemonade Mouth) | Sencillos promocionales - «When She Loved Me» - «How to Believe» - «This Is My Paradise» - «We Can Change the World» - «I'm Gonna Run To You» - «Summertime» - «Forgot to Laugh» - «Top of the World» |

## Giras
- Bridgit Mendler: Live in Concert (2012–13)
- Bridgit Mendler: Summer Tour (2013)
- Bridgit Mendler: Summer Tour 2014 (2014)
- Bridgit Mendler: Nemesis Tour (16 de noviembre de 2016 al 7 de diciembre)